# Vezia
Vezia est une commune suisse du canton du Tessin située dans le district de Lugano.

Photo aérienne (1964).